# Pseudobunaea heyeri
Pseudobunaea heyeri is een vlinder uit de familie van de nachtpauwogen (Saturniidae). De wetenschappelijke naam van de soort is, als Bunaea heyeri, voor het eerst geldig gepubliceerd door Gustav Weymer in 1896.

## Ondersoorten
- Pseudobunaea heyeri heyeri
- Pseudobunaea heyeri barnsi Bouvier, 1930[2]
- Pseudobunaea heyeri brunneli Rougeot, 1972
- Pseudobunaea heyeri citrinarius (Gaede, 1927)
  - = Lobobunaea citrinarius
- Pseudobunaea heyeri dayensis Rougeot, 1991[3]
  - holotype: "male. 01–02.xii.1972, leg. A. Balachowsky & J.-J. Menier"
  - instituut: MNHN, Parijs, Frankrijk
  - typelocatie: "Djibouti, Randa"
- Pseudobunaea heyeri morlandi (Rothschild, 1907)[4]
  - syntypes: "male en female. leg. E. Morland"
  - instituut: BMNH, Londen, Engeland
  - typelocatie: "East Africa [Tanzania], Pemba Island"
  - = Lobobunaea morlandi